# Georges Delaquys
Georges Delaquys (Georges Antoine Félicien Delaquys) né le 15 juillet 1880 dans le 10e arrondissement de Paris et mort le 8 mars 1970 à Aix-en-Provence, est un poète, romancier et dramaturge qui écrit également sous le pseudonyme d'Ariel et sous celui de René Bergeret.

## Biographie
Georges Delaquys, né à Paris, de parents provençaux, a une enfance dure. Il quitte le lycée Arago à 15 ans. Il est dessinateur en architecture. Dès ses 17 ans il écrit et publie des vers  dans différents périodiques littéraires tels que Gil Blas ou Le Courrier français. En 1906 il publie un article remarqué au Mercure de France sur Isadora Ducan.
À partir de 1907, il écrit des pièces de théâtre, fréquemment avec Lucien Gumpel. Ce dernier meurt pour la France durant la premiè̠re guerre mondiale. Georges Delaquys écrit sa nécrologie dans le Bulletin des Écrivains de 14 et dans l’Anthologie des Écrivains Morts à la Guerre.
Son premier recueil de poèmes, La Bonne Clairière, paraît en 1911 et il est remarqué par la critique.
Alors qu'il avait été réformé temporairement pour le service militaire il est mobilisé en 1904 pour le service auxiliaire. Il est affecté dans des escadrons du train durant toute la guerre. Il écrit des lettres à Lili et Nadia Boulanger avec lesquelles il a travaillé avant la guerre. Et dès la fin de celle-ci il écrit des chansons pour Lili Boulanger (Le Retour, 1919). Puis il écrit des comédies musicales, des poèmes, des romans et même les dialogues d'un film (Pas besoin d'argent).
Ses œuvres, généralement appréciées par les critiques et le public, reçoivent des prix. Ainsi la pièce La naissance de Tristan, pièce dramatique et musicale, consacrée au drame sentimental que vit Richard Wagner et qui est à la genèse de Tristan et Isolde, est jouée au théâtre de Monte-Carlo, récompensée par l'Académie française, diffusée sur les ondes de Radio-Paris le 27 juin 1939, reprise à Lyon à la salle Rameau le 10 décembre 1943.

## Récompenses
Georges Delaquys reçoit plusieurs prix décernés par l'Académie française
- 1922 : prix Xavier Marmier
- 1924 : prix Archon-Despérouses pour Les balades du dimanche
- 1940 : prix Alfred Mortier pour La naissance de Tristan
- 1944 : prix Georges Dupau
- 1954 : prix Georges Dupau
- 1961 : prix d’Académie pour l'ensemble de son œuvre poétique

Prix de la Société des poètes français (prix la duchesse de Rohan), 1920.
Prix Raoul Bonnery de la Société des gens de lettres, 1922
En 1937 Georges Delaquys est nommé chevalier dans l'Ordre de la légion d'honneur.

## Œuvres

### Théâtre
La Grande Mademoiselle , (co-auteur Lucien Gumpel), comédie historique en 4 actes. [adaptation radiophonique diffusée par Radio-Paris, le 21 mars 1939, par le groupe Art et travail], Paris, 1939  L'Illustration, 1939, La Petite Illustration-théâtre, no 456. 25 mars 1939
La naissance de Tristan, poème dramatique et musical en trois parties et dix tableaux, Paris, 1937, La Petite illustration-théâtre, no 406 du 20 février 1937, 34 p. lire en ligne sur Gallica
Les amours du poète, (co-auteur René Blum), comédie musicale en cinq actes, La Petite Illustration-théâtre, no 292 du 27 février 1932
Une vieille contait  (co-auteur Lucien Gumpel), pièce en 1 acte, Odéon-Théâtre de l'Europe, 25 avril 1908
Monsieur de Prévan ou Le législateur de Cythère, (co-auteur Lucien Gumpel), comédie en 3 actes, Odéon-Théâtre de l'Europe, 30 main 1907
Le Marchand de lunettes où les invisibles présences, Comédie fantaisiste en 3 actes, musique de scène Marcel Delannoy, Théâtre de Monte Carlo, 20 novembre 1926, La Petite Illustration-théâtre no 187. 25 juin 1927
Ma femme, comédie en 3 actes, œuvres libres no 62 août 1926
La Croisade de la rose, co-auteur Paul Strozzi, conte féerique en cinq actes et sept tableaux, Paris, 1920, impr. G. Cadet, Collection de l'Information théâtrale, 167 p.

### Poèmes, romans, nouvelles
L'Homme des neiges... (1956) : Paris, Nouvelles presses mondiales (Impr. moderne de la presse), (1956). In-8° (23 cm), 288 p., pl., portr., couv. mobile en coul. 750 fr. [D. L. 381-56] -VIIIf-XcR-
Les confidences lyriques , Paris, 1945(1945), illustrés par Alfred Bergier, Georges-A. Borias, Auguste Chabaud... [et al.] Belles éditions du trésor d'art provençal lire en ligne sur Gallica
 Saint Barbe-Bleue, roman, illustrations de Léon Fauret, 1936, La Petite Illustration-roman " n° 374-375,
L'invité, roman, Paris, 1926, coll. La liseuse, ed. Plon, 190 p. lire en ligne sur Gallica
Les Ballades du dimanche, Paris, 1923, Plon-Nourrit et Cie, libraires-éditeurs, 228 p.
La Bonne clairière, poèmes, ornés de 5 dessins originaux de Claude Chéreau, Paris, 1911, la Belle Édition, 303 p.
Le beau couchant, roman, Paris, 1913, Plon-Nourrit, 316 p.

### Récits historiques
Jean Bart, homme du peuple et chevalier, illustrations de Paul Vielfaure, Uzès, 1947, La Capitelle, 322 p. réédition 1953, illustrations Maurice Toussaint, éditions Larousse, Collection : "Contes et Gestes Historiques", 204 p.
Au temps de la Fronde, Paris, 1954, Larousse, 208 p.

### Dialoguiste
Jean-Paul Paulin Pas besoin d'argent, long métrage, 1933

## Pour approfondir